# STS-32
STS-32 est la neuvième mission de la navette spatiale Columbia.

## Équipage
- Commandant : Daniel C. Brandenstein (3)  États-Unis
- Pilote : James D. Wetherbee (1)  États-Unis
- Spécialiste de mission 1 : Bonnie J. Dunbar (2)  États-Unis
- Spécialiste de mission 2 : G. David Low (1)  États-Unis
- Spécialiste de mission 3 : Marsha S. Ivins (1)  États-Unis

Le chiffre entre parenthèses indique le nombre de vols spatiaux effectués par l'astronaute au moment de la mission.

## Paramètres de la mission
- Masse :
  - Navette au décollage : 116 117 kg
  - Navette à l'atterrissage : 103 571 kg
  - Chargement : 12 014 kg
- Périgée : 296 km
- Apogée : 361 km
- Inclinaison : 28,5°
- Période : 91,1 min

## Objectifs
Déploiement d'un satellite de télécommunication Syncom et capture puis retour du satellite Long Duration Exposure Facility (LDEF).